# Horst Stöcker
Horst Stöcker (* 16. Dezember 1952 in Frankfurt am Main) ist ein deutscher Physiker. Seine Forschungsgebiete sind Theoretische Teilchen-, Kern-, Schwerionen- und Astrophysik.

## Leben
Horst Stöcker wurde 1952 in Frankfurt am Main geboren und wuchs in Oberursel im Taunus auf. Nach seinem Abitur 1971 ebenda studierte er Physik, Mathematik, Chemie und Philosophie an der Johann Wolfgang Goethe-Universität Frankfurt am Main.
Nach dem Vordiplom im Sommersemester 1973 begann er seine Forschungsarbeiten als 'Sommersemester-Ferien-Student" bei Erwin Schopper, Direktor am Institut für Kernphysik (IKF) Frankfurt mit mikroskopischen Scans der ersten, im IKF vermessenen, zentralen Stöße von  relativistischen 4.5 AGeV/c 12^C - Ionen. Diese weltweit ersten Hochenergie - Schwerionenstrahlen wurden im Synchrophasotron - Beschleuniger des Veksler - Laboratoriums für Hochenergie - Beschleuniger am JINR Dubna auf die am IKF neu entwickelten, Silber-Clorid Folien geschossen. Dieses Experiment ermöglichte es erstmals, Ereignisse mit hohen Multiplizitäten (M ~ 10) von leichten Kernclustern und Target-Fragmenten, z. B. Deuteronen, Helium- und Lithium-Ionen,  experimentell im vollen 4 Pi Winkelbereich zu vermessen, Ereignis - für - Ereignis (EbyE). 1974 begann Horst Stöcker als einer der ersten Diplomanden am Institut für Theoretische Physik, ITP,  bei den Professoren Werner Scheid und Walter Greiner mit dem damals unbekannten Feld "Theorie Hochenergetischer Schwerionenkollisionen", welches er 1976 mit Publikationen zur Raumzeit-Dynamik komprimierter, heißer Kernmaterie und Berechnung von energieabhängigen Observablen, wie Machschockwinkel, Meson-zu-Baryon-Ratios und deren Sensitivität auf die von T. D. Lee und Gian-Carlo Wick vorhergesagten, tiefgebundenen Dichteisomere mit dem Diplom abschloss.
Diese weltweit ersten Ideen zur experimentellen Suche nach Phasenübergängen in heißer, dichter Kern- und QCD-Materie erweiterte Stöcker im Rahmen von 3+1-dimensionalen  Hydrodynamik - Modellrechnungen in seiner Dissertation Shock waves in nuclear matter – proof by circumstantial evidence bei Walter Greiner und Joachim Maruhn. Er wurde 1979 an der Goethe-Universität Frankfurt zum Dr. phil. nat. promoviert. Die Vorhersagen von vorher unbeachteten, kollektiven hydrodynamischen Fluss-Observablen, wie nukleares Stopping, In-Plane Bounce-Off, Out-of-Plane Squeeze-Out, und der starken Sensitivität dieser theoretisch vorhergesagten komplexen Effekte auf die Steifheit und Inkompressibilität der  Zustandsgleichung der heißen, dichten Kernmaterie wurden von ihm, zunächst als Gast-Wissenschaftler bei der damaligen Gesellschaft für Schwerionenforschung in Darmstadt, mit Kollegen weitergetrieben, und lange vor der Entwicklung der zum Nachweis benötigten großen Detektorsysteme am LBL in Berkeley theoretisch vorhergesagt.
1980 ging Stöcker dann als DAAD-NATO-Fellow zum Lawrence Berkeley National Laboratory der University of California, Berkeley, wo das Interesse der internationalen Experimental-Kollaborationen am damals größten relativistischen Schwerionenbeschleuniger, BEVALAC, an diesen Vorhersagen der Dynamik dichter, heißer Kernmaterie so groß geworden war, dass in den folgenden Jahren mehrere große Detektorsysteme, wie der Plastic Ball und die Streamer Chamber, gebaut wurden.  Stöcker nahm 1982 einen Ruf zum tenure track assistant Professor am Department of Physics and Astronomy der Michigan State University und am dortigen National Superconducting Cyclotron Laboratory (NSCL) an.
1985 nahm Horst Stöcker einen Ruf auf eine Professur für Theoretische Physik an die Johann Wolfgang Goethe-Universität Frankfurt am Main an, gegenwärtig hat er eine Professur für Theoretische Physik und Astrophysik an der Goethe-Universität inne und ist Inhaber des Judah M. Eisenberg-Lehrstuhls – „Professor Laureatus of Theoretical Physics“ am dortigen Fachbereich Physik.
Von 2000 bis 2003 war er Vizepräsident der Goethe-Universität, verantwortlich für Naturwissenschaften, Mathematik, Informatik, IT & HPC und Medizin. 2006 bis 2007 hatte er erneut das Amt des Vizepräsidenten inne. Seit 2004 ist Horst Stöcker „Senior Fellow“ und Vorstand des von ihm mitgegründeten Frankfurt Institute for Advanced Studies (FIAS) in Frankfurt am Main. 2004 bis 2006 war er Vorstandsvorsitzender des FIAS.
Von 2007 bis 2015 war Horst Stöcker wissenschaftlicher Geschäftsführer der GSI Helmholtzzentrum für Schwerionenforschung GmbH in Darmstadt, der führenden Forschungseinrichtung für Schwerionenforschung in Europa.
In dieser Funktion war er Gründer des internationalen Beschleunigerzentrums Facility for Antiproton and Ion Research, FAIR in Darmstadt, sowie einer der Gründer der Helmholtz Institute in Jena (HI Jena) und Mainz (HIM), der Internationalen Helmholtz Graduierten Schule, HGS, Hadron and Ion Research for FAIR, HiRe for FAIR, des Helmholtz International Center for FAIR, des FAIR Russia Research Center FRRC in Moskau, sowie des International Center for FAIR Collaboration in Wuhan, China.
Im Jahre 2008 wurde er zum Vizepräsidenten der Helmholtz-Gemeinschaft Deutscher Forschungszentren und Forschungsbereichskoordinator „Struktur der Materie“ gewählt. Stöcker bekleidete das Amt bis 2012.

## Ehrungen
- „Judah M. Eisenberg Professor Laureatus für Theoretische Physik“ am Fachbereich Physik der Johann Wolfgang Goethe-Universität Frankfurt am Main
- Doktor honoris causa der Russischen Akademie der Wissenschaften, Moskau
- Doktor honoris causa der Universität Bukarest, Romania
- Doktor honoris causa des Vereinigten Instituts für Kernforschung (JINR), Dubna, Russische Föderation
- Doctor Honoris Causa des Bogolyubov Institute for Theoretical Physics, Ukrainian Academy of Science, Kiew/Kyev, Ukraine
- Gastprofessor Chinesische Universität für Wissenschaft und Technik, USTC, Hefei, der Chinesischen Akademie der Wissenschaften
- Gastprofessor Central China Normal University, CCNU, Wuhan, China
- Honorary Professor, Huzhou University, Huzhou, China
- Emilio Segre Distinguished Lecturer in Physics, Tel Aviv University
- Fellow des Institute of Physics, London, GB
- Fellow der European Physical Society, EPS, London, GB
- Ehrenmitglied, Academia Romania, Bukarest
- Mitglied der acatech, München und Berlin
- Träger des Hessischen Verdienstordens

## Mitgliedschaften und Sitze in Beiräten
- Gewähltes Mitglied der Deutschen Akademie der Technikwissenschaften, acatech, München
- 2001: Gewähltes Mitglied der Academia Europaea, London[2]
- Gewähltes Mitglied der Polytechnischen Gesellschaft in Frankfurt am Main
- Mitglied des wissenschaftlichen Beirats des Gutenberg Forschungskollegs (GFK) der Universität Mainz
- Vorsitzender des Stiftungsrates (bis 2014) des Beilstein Institutes, Frankfurt
- Mitglied (em) des Beirates der Alfons und Gertrud Kassel-Stiftung, Frankfurt
- Mitglied des Beirates der Puschmann Stiftung, Frankfurt
- Mitglied des Beirats der H. & E. Kleber-Stiftung, Frankfurt
- Mitglied des Hochschulrates der Frankfurt University of Applied Sciences, Fra-UAS, Frankfurt am Main
- Mitglied im Kuratorium der Provadis Hochschule, Frankfurt-Höchst

## Wissenschaftliche Reputation
Horst Stöcker zählt laut Google Scholar mit mehr als 50 000 Zitierungen seiner über 600 wissenschaftlichen Artikel und Bücher und einem Hirsch-Index von h>100 zu den „Top 200 Highly Cited Researchers“ im globalen Ranking des Institute for Scientific Information (ISI).
Horst Stöcker promovierte über fünfzig Doktoranden in verschiedenen Forschungsfeldern, von denen etliche Professuren erhielten.
Stöcker ist bzw. war Gastprofessor an verschiedenen Universitäten und wissenschaftlicher Berater bzw. Mitglied in wissenschaftlichen Beiräten diverser Forschungsinstitutionen, wie zum Beispiel dem DOE, dem Brookhaven National Laboratory, dem LBNL und dem LLNL und der University of California in den USA, am Forschungsinstitut RIKEN, BRRC, Long Island, USA und am J-PARC, dem Japanischen Protonenbeschleuniger-Forschungskomplex in Tōkai in Japan, dem Scientific Council des internationalen Joint Institute for Nuclear Research, Dubna, der USTC, Chinesischen Universität für Wissenschaft und Technik, Hefei und an der Central China Normal University, Wuhan, China, der Huzhou University, Huzhou, China, sowie am CNRS, an der Universität Straßburg (Université Louis Pasteur), der Universität Nantes (Université de Nantes), beim GANIL und SPIRAL II in Caen in Frankreich und an der Universität Tel Aviv, Israel.

## FIAS
Auf Stöckers und seiner Kollegen Walter Greiner und Wolf Singer Initiative wurde 2004 die Frankfurt International Graduate School of Sciences (FIGSS) und das Frankfurt Institute for Advanced Studies (FIAS) gegründet, deren Gründungsdirektor Stöcker war. Er baute an der FIGSS des FIAS und der Universität Frankfurt die interdisziplinäre Graduiertenförderung aus.

## Publikationen
- Walter Greiner, Ludwig Neise, Horst Stöcker: Thermodynamik und Statistische Mechanik. Harri Deutsch, Thun und Frankfurt am Main 1993, ISBN 978-3-8171-1262-3
- Horst Stöcker: Mathematische Formeln für die technische Ausbildung und Praxis, Deutsch (Harri) 1995, ISBN 3-8171-1440-0
- Horst Stöcker: Mathematik – Physik – Chemie, Das Basiswissen, 3 Bde., Deutsch (Harri) 2000, ISBN 3-8171-1633-0
- Horst Stöcker: Taschenbuch mathematischer Formeln und moderner Verfahren, Deutsch (Harri) 2007, ISBN 978-3-8171-1811-3
- Horst Stöcker: Taschenbuch der Physik, Deutsch (Harri) 2010, ISBN 978-3-8171-1860-1